# À l'Alhambra avec Michel Legrand et son grand orchestre
Albums de Maurice Chevalier
Poèmes de Jehan Rictus dits par Maurice Chevalier
(1954) Yesterday
(1958)

À l'Alhambra avec Michel Legrand et son grand orchestre est le sixième 33 tours de Maurice Chevalier ainsi que le premier des deux albums en public commercialisés de son vivant. L'album a été enregistré en septembre 1956 et constitue un enregistrement partiel de ses concerts à l'Alhambra. À l'occasion de Rock and Roll, sketch écrit par Maurice Chevalier, ce dernier se livre à une danse sur scène accompagné par une orchestration moderne de Michel Legrand. À noter que les chansons Les chapeaux et On the Sunny Side of the Street n'ont jamais été enregistrées en studio par Maurice Chevalier.

## Liste des titres
| No  | Titre | Paroles | Musique                                                                               | Durée |
| --- | --- | --- | ------------------------------------------------------------------------------------- | ----- |
| 1.  | Pot-pourri : La Chanson du maçon, Prosper, Louise, Ma pomme, Dans la vie faut pas s'en faire, Valentine, La Marche de Ménilmontant                                            | Maurice Chevalier, Maurice Vandair | Henri Betti, Vincent Scotto, Richard A. Whiting, Charles Borel-Clerc, Henri Christiné | 4:49  |
| 2.  | Qu'est-ce qui r'vient ? | Eddy Marnay | Mireille                                                                              | 2:09  |
| 3.  | Les Chapeaux | Jacques Mareuil | Fred Freed                                                                            | 3:01  |
| 4.  | À Las Vegas | Albert Willemetz | Louiguy                                                                               | 3:11  |
| 5.  | Hit Parade : Cerisier rose et pommier blanc, Je cherche après Titine, La Vie en rose, C'est si bon, La Goualante du pauvre Jean, Les Feuilles mortes, Sous les Ponts de Paris | Jacques Larue, Mack David, Bertal-Maubon, Jack Mahoney, Édith Piaf, André Hornez, Jerry Seelen, René Rouzaud, Jack Lawrence, Jacques Prévert, Johnny Mercer, Jean Rodor, Dorcas Cochran | Louiguy, Léo Daniderff, Henri Betti, Marguerite Monnot, Joseph Kosma, Vincent Scotto  | 7:45  |
| 6.  | Rock and Roll | Maurice Chevalier | Michel Legrand                                                                        | 7:14  |
| 7.  | On the Sunny Side of the Street | Dorothy Fields | Jimmy McHugh                                                                          | 3:29  |
| 8.  | Ah ! Si vous connaissiez ma poule | Albert Willemetz | Charles Borel-Clerc                                                                   | 2:59  |
| 9.  | Mon plus vieux copain | Maurice Chevalier | Fred Freed                                                                            | 2:59  |
| 10. | Ma pomme | Georges Fronsac, Lucien Rigot | Charles Borel-Clerc                                                                   | 2:25  |
| 11. | Prosper | Géo Koger | Vincent Scotto                                                                        | 1:33  |
| 12. | Valentine | Albert Willemetz | Henri Christiné                                                                       | 0:58  |